# Herb gminy Chrząstowice
Herb gminy Chrząstowice – jeden z symboli gminy Chrząstowice.

## Wygląd i symbolika
Herb przedstawia na tarczy w polu błękitnym czarny trzon lipy z uliścionymi złotymi liśćmi konarami. W centralnej części drzewa znajduje się złota dziupla, w której umieszczono czerwony wizerunek kościoła w Chrząstowicach. Herb wielki gminy zawiera dodatkowo postać świętego Wojciecha u góry tarczy w złoto-czerwonych szatach oraz czerwoną wstęgę z napisem „GMINA • CHRZĄSTOWICE • GMINA” oraz dziesięcioma parterami (po pięć z każdej strony) z czarnymi symbolami miejscowości gminy.